# جووانی باتیستونی
جووانی باتیستونی (به ایتالیایی: Giovanni Battistoni) بازیکن فوتبال و اهل ایتالیا است که از سال ۱۹۳۹ میلادی عضو تیم ملی فوتبال ایتالیا بوده و در ۲ بازی ملی حضور داشته‌است. او در بازی‌های ملی‌اش گلی به ثمر نرساند.
جیووانی باتیستونی آخرین بازی ملی خود را در سال ۱۹۳۹ میلادی انجام داد.